# Smaragde Mbonyintege
Smaragde Mbonyintege (ur. 2 lutego 1947 w Rutobwe-Gitarama) – rwandyjski duchowny katolicki, biskup Kabgayi w latach 2006–2023.

## Życiorys
Święcenia kapłańskie otrzymał 20 lipca 1975 i został inkardynowany do diecezji Kabgayi. Po święceniach został wikariuszem parafii katedralnej, zaś od 1977 pracował w niższym seminarium w Kamonyi (w latach 1978–1979 w charakterze rektora). W latach 1979–1983 odbywał studia doktoranckie w Rzymie, zaś po powrocie do kraju został skierowany do seminarium w Nyakibanda w charakterze wykładowcy i ojca duchownego. W 1996 mianowany rektorem tejże uczelni. W 2003 otrzymał nominację na redaktora naczelnego katolickiego pisma Urumuri rwa Kristu.
21 stycznia 2006 papież Benedykt XVI mianował go ordynariuszem diecezji Kabgayi. Sakry udzielił mu 26 marca 2006 ówczesny metropolita Kigali – arcybiskup Thaddée Ntihinyurwa.
W latach 2010–2015 był przewodniczącym rwandyjskiej Konferencji Episkopatu. W latach 2013–2019 przewodniczył Stowarzyszeniu Konferencji Episkopatów Afryki Środkowej.
2 maja 2023 papież przyjął jego rezygnację z pełnionego urzędu, złożoną ze względu na wiek.